# Hangar de cubierta

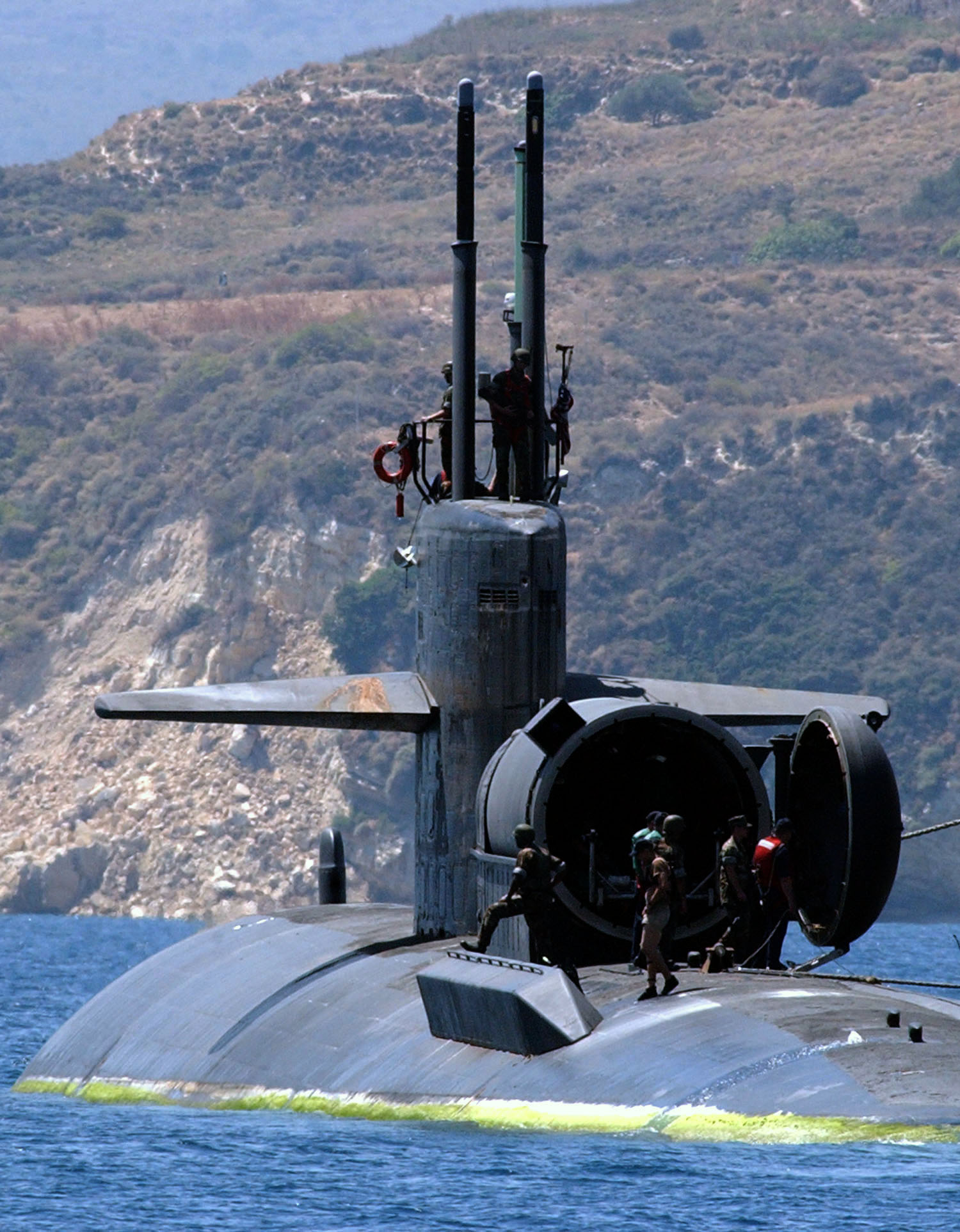
Hangar de cubierta del submarino.

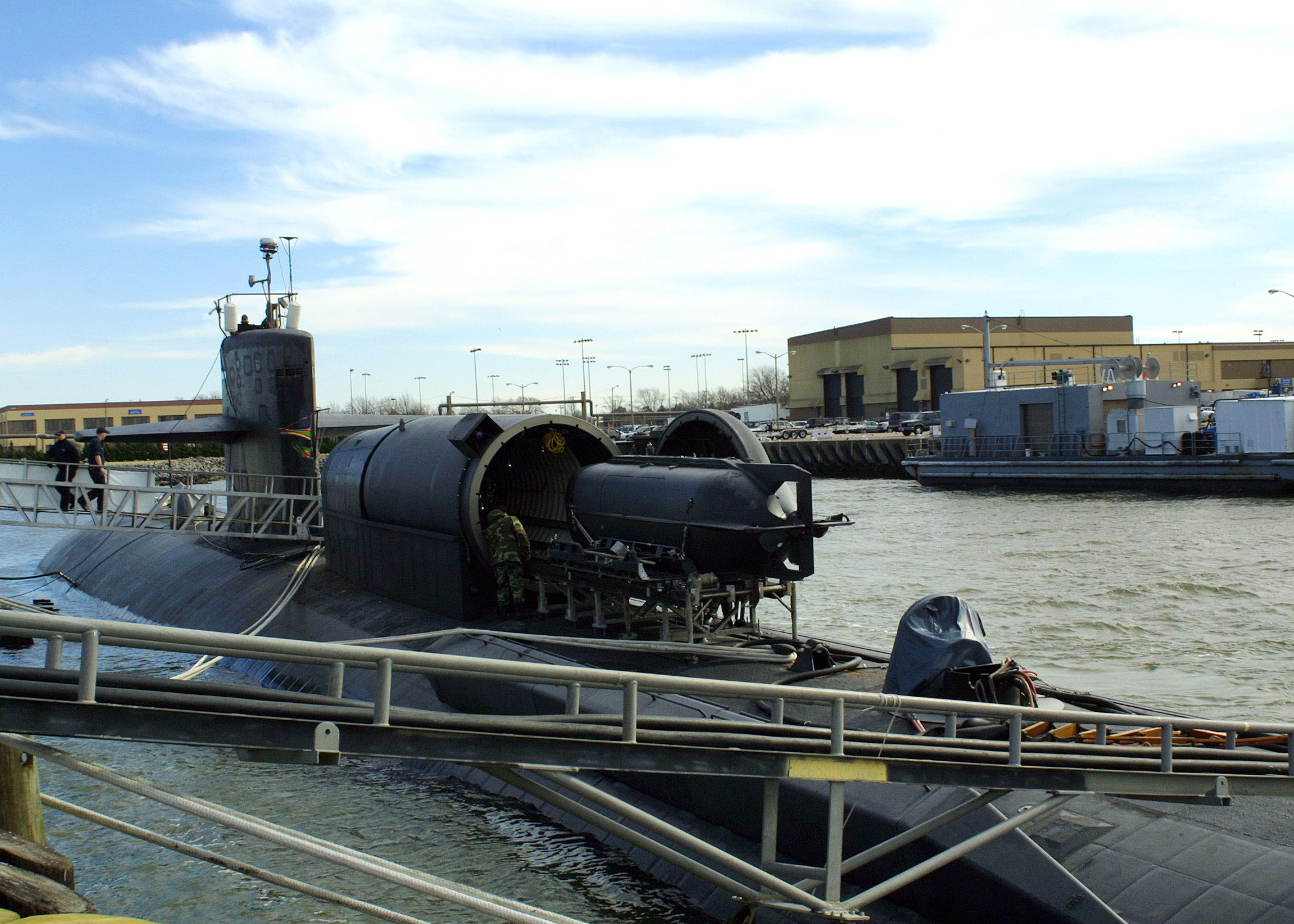
Minisubmarino SEAL Delivery Vehicle de los Navy SEAL, del USS Dallas SSN-700 6

Un hangar de cubierta (en:refugio de cubierta seca) o Dry Deck Shelter), es un módulo extraíble que se puede conectar a la cubierta de un submarino para facilitar la entrada y salida de  buceadores cuando el submarino está sumergido. El tamaño de la caja seca también le permite llevar equipo como propulsores de buceo. El hangar le convierte en un buque de apoyo a buceo.

## Descripción
El submarino que aloja el módulo debe ser especialmente modificado para tener esto en cuenta debido a la trampilla, las conexiones eléctricas y las tuberías de ventilación. Algunos submarinos pueden soportar varios módulos, generalmente en cubierta, detrás del macizo por razones de  hidrodinámica.
El tipo de hangar de cubierta que utiliza la Marina de los Estados Unidos mide 11,6  metros de largo por 2,7  metros de alto y ancho. Este tipo se fabrica en el astillero de barcos eléctricos en Groton.
En Francia, el primer módulo de este tipo de las  Fuerzas submarinas francesas se prueba en el   Suffren  en , primer submarino del Clase Suffren.